# Кизитеринка (станция)
Кизитери́нка — узловая железнодорожная станция, расположенная в микрорайоне Александровка Пролетарского района города Ростова-на-Дону на берегу реки Дон. Имеет статус грузовой станции.

## История
В начале декабря 1917 года под станцией состоялся один из первых боёв Гражданской войны в России — немногочисленные верные присяге казачьи части Войска Донского и добровольцы Алексеевской организации пытались подавить начавшееся в Ростове-на-Дону советское восстание.
В настоящее время станция в основном обслуживает грузовые перевозки Ростовского речного порта. Кроме того, на станции останавливаются пригородные поезда, следующие по направлению Ростов — Лихая. Также на станции останавливаются электропоезда в рамках проекта «Городская электричка». Поезда дальнего следования на станции не останавливаются
В будущем по генплану развития города Ростов-на-Дону планируется размещение второго большого железнодорожного вокзала Ростов-Восточный в районе станции Кизитеринка для пропуска скоростных поездов в южном направлении.